# Dyschlorodes
Dyschlorodes là một chi bướm đêm thuộc họ Geometridae.